# 20567 Маккверрі
20567 Маккверрі (20567 McQuarrie) — астероїд головного поясу, відкритий 9 вересня 1999 року.
Тіссеранів параметр щодо Юпітера — 3,563.